# Burgk
Burgk è una frazione della città tedesca di Schleiz.

## Storia
Il 31 dicembre 2019 il comune di Burgk venne aggregato alla città di Schleiz.